# 新界區專線小巴110A線
新界區專線小巴110A線原本是110線的特別班次，來往調景嶺站至九龍灣宏照道，但不經新蒲崗及九龍城。
新界區專線小巴110線曾經是由李強企業有限公司營辦的一條綠色專線小巴路線，由調景嶺站往來九龍城（九龍醫院），以循環線運作，是李強企業三條於將軍澳營運的專線小巴路線之一（另兩條為10M及13），同樣為第二條往來九龍城和將軍澳的小巴路線（另一條為105）。110及110A線曾是唯一來往將軍澳市中心及調景嶺至九龍灣商貿區的全日公共交通路線，直至新巴793線於2022年8月21日投入服務為止。

## 歷史
- 2002年5月3日：政府公開招標6組共7條專綫小巴新路線，此線為其中之一。[2]
- 2002年9月9日：投入服務，以配合地鐵（現稱港鐵）將軍澳線全線通車，為改善將軍澳交通而開辦的專線小巴服務，不過本線與接駁港鐵將軍澳線沒有關係。初時總站為將軍澳站，取道觀塘繞道、啟祥道、彩虹道、東頭村道及書院道，至衙前圍道後，循環線返回將軍澳。[3]
- 2004年10月30日：因客量一直欠佳，由當日起大幅修改行車路線，總站遷往調景嶺站，並延長至窩打老道近九龍醫院。來回程先繞經將軍澳中心、唐俊街及尚德商場才往來將軍澳隧道，離開觀塘道後改經太子道東、太子道西、窩打老道、亞皆老街、露明道、太子道西、太子道東（東行）後返回原有路線，不再經東頭村道及彩虹道。
- 2011年9月18日：來回程繞經九龍灣工業區。[4]
  - 往九龍城方向：駛至觀塘繞道後，改經宏照道、常悅道、宏光道、宏展街、展貿徑、啟祥道、支路、啟祥道後返回原有路線。
  - 往調景嶺站方向：駛至啟祥道後，改經宏光道、常悅道、常怡道、宏照道、觀塘繞道後返回原有路線。
- 2012年2月5日：調整票價，全程收費由$8.4調整至$9.0，分段由$6.3調整至$6.7。[5]
- 2018年7月9日：新增區間線110A，來往調景嶺站至九龍灣啟祥道；110線縮減班次，並新增調景嶺站至九龍灣的分段收費。[6]
- 2024年11月25日：110線取消服務，併入110A線。[7]

## 行車路線
調景嶺站開出
經景嶺路、彩明街、迴旋處、彩明街、景嶺路、翠嶺路、寶邑路、唐俊街、將軍澳站公共運輸交匯處、唐德街、唐俊街、唐明街、迴旋處、寶順路、將軍澳隧道公路、將軍澳隧道、將軍澳道、觀塘繞道及宏照道。
| 1                              | 調景嶺站         | 調景嶺站公共運輸交匯處 |
| 2                              | 彩明苑彩貴閣     | 彩明街                 |
| 3                              | 香港知專設計學院 | 景嶺路                 |
| 4                              | 將軍澳中心       | 寶邑路                 |
| 5                              | 將軍澳站         | 將軍澳站公共運輸交匯處 |
| 6                              | 尚德商場         | 唐明街                 |
| 將軍澳隧道、將軍澳道；觀塘繞道 |                  |                        |
| 7                              | 常悅道           | 宏照道                 |

九龍灣（宏照道）開出
經宏照道、常悦道、常怡道、宏照道、觀塘繞道、將軍澳道、將軍澳隧道、將軍澳隧道公路、寶順路、迴旋處、唐明街、唐俊街、迴旋處、唐俊街、寶邑路、翠嶺路、景嶺路及調景嶺站公共運輸交匯處。
| 1                              | 常悅道       | 宏照道                 |
| 2                              | 零碳天地     | 常悅道                 |
| 3                              | MegaBox      | 常怡道                 |
| 觀塘繞道；將軍澳道、將軍澳隧道 |              |                        |
| 4                              | 尚德邨尚明樓 | 唐明街                 |
| 5                              | 佛教志蓮小學 | 唐俊街                 |
| 6                              | 寶盈花園     | 唐俊街                 |
| 7                              | 海天晉       | 唐俊街                 |
| 8                              | 將軍澳中心   | 寶邑路                 |
| 9                              | 調景嶺站     | 調景嶺站公共運輸交匯處 |

## 服務時間及班次
- 110A線
  - 每日調景嶺站開：06:40-22:15，10-30分鐘一班
  - 每日九龍灣開：07:10-22:45，10-30分鐘一班

## 收費
110A線
- 全程收費：$8.6

| - 本線設有12歲以下小童及65歲或以上長者半價優惠。 - 65歲或以上香港居民使用「樂悠咭」，以及12歲以下合資格殘疾兒童使用「殘疾人士身份」個人八達通繳付車資，均可享有每程$2.0或半價（以較低者為準）的票價優惠；12至64歲合資格殘疾人士使用「殘疾人士身份」個人八達通（包括「樂悠咭」），以及60至64歲香港居民使用「樂悠咭」繳付車資，均可享有每程$2.0或全費（以較低者為準）的票價優惠。 - 65歲或以上長者如使用長者或一般個人八達通繳付車資，則只可享有半價優惠；12至64歲合資格殘疾人士如不使用「殘疾人士身份」個人八達通，以及60至64歲人士如不使用「樂悠咭」繳付車資，必須繳付全費。 - 乘客可以現金或八達通於上車時付款，不設找續。 |

## 用車
110A線使用10輛豐田Coaster小巴。

## 小資料
- 自專線小巴108M線於2012年9月26日起停止服務後，本路線是唯一一條往來調景嶺／將軍澳南至九龍市區的專線小巴路線。

## 使用狀況
本線往九龍城的服務與城巴793、796X線重疊，加上繞經九龍灣，使定線不如城巴796X線直接，又和城巴793線重疊。此外，本線亦是唯一途經九龍灣的將軍澳南專線小巴路線，所以客量主要集中在這段車程。不過，本線長期被投訴班次不準時。